# 赤い河の逆襲
赤い河の逆襲（あかいかわのぎゃくしゅう、en:Pawnee）は、1957年に公開されたアメリカ合衆国の西部劇映画。
監督ジョージ・ワグナー。脚本ジョージ・ワグナー、ルイス・ヴィッテス、エンドレ・ボーム。テクニカラー映画。出演 ジョージ・モンゴメリー、ビル・ウィリアムズ、ローラ・オルブライト、フランシス・マクドナルド、ロバート・グリフィン、ダブス・グリア。
この映画は1957年9月7日にリパブリック・ピクチャーズによって公開された。

## キャスト
| 役名                 | 俳優                       | 日本語吹替         |
| 役名                 | 俳優                       | 日本テレビ版       |
| -------------------- | -------------------------- | ------------------ |
| ポール・フレッチャー | ジョージ・モンゴメリー     | 若山弦蔵           |
| メグ                 | ローラ・オルブライト       | 武藤礼子           |
| チップ               | フランシス・マクドナルド   | 木谷省三           |
| マット               | ビル・ウィリアムズ         | 寺島幹夫           |
| ブルースター         | ダブス・グリア             | 藤田啓二           |
| マーサ               | アン・バートン             | 槙伸子             |
| カーター             | ロバート・ナッシュ         | 金井大             |
| カーター夫人         | キャスリーン・フリーマン   | 塚田美子           |
| ダンシンフォーン     | シャーロット・オースティン | 小室かよ           |
| ワイズイーグル       | ラルフ・ムーディ           | 高塔正康           |
| クレイジーフォックス | チャールズ・ホーヴァス     | 島田彰             |
| モーガン医師         | ロバート・グリフィン       | 吉沢久嘉           |
| クレムスン           |                            | 高山正也           |
| バーテン             |                            | 北上信             |
| ベネット             |                            | 嶋俊介             |
| オビ―                |                            | 大矢兼臣           |
| 大佐                 |                            | 品川透             |
| 女の子(1)            |                            | 中原郁江           |
| 男の子(1)            |                            | 芹川洋             |
|                      |                            |                    |
| 演出                 | 演出                       | 吉沢京夫           |
| 翻訳                 | 翻訳                       | 佐藤一公           |
| 効果                 | 効果                       | PAG                |
| 調整                 |                            |                    |
| 制作                 | 制作                       | 東京プロモーション |
| 解説                 |                            |                    |
| 初回放送             | 初回放送                   | 1964年製作         |